# Château de la Cavade
Le château de la Cavade est un château situé en France sur la commune de Polminhac, en région Auvergne-Rhône-Alpes.

## Historique
Le château actuel porte la date de 1602, correspondant à une importante campagne de remaniement. Il succède à un édifice médiéval dont subsistent des éléments réemployés, des départs d’échauguettes et des différences d’appareil. Un second corps de logis, plus petit, a été ajouté probablement au XVIIIe siècle, avant 1811. Deux granges-étables datent également du XIXe siècle, postérieures à 1811. Un bâtiment annexe, contenant une salle avec four, est ajouté à l’est au XIXe siècle.

### Protection
Les façades et les toitures du château sont inscrites au titre des monuments historiques par arrêté du 1er juillet 1986.

## Description
Le château présente un plan à peu près carré avec deux tours circulaires, dont celle du sud-est abrite l’escalier. Il comporte trois niveaux sur cave et un comble. La porte principale s’ouvre sur un perron circulaire. Le corps principal, à deux étages, comprend une pièce par niveau. Une tour cylindrique occupe l’angle nord-ouest.